# Somogymeggyes
Somogymeggyes est un village et une commune du comitat de Somogy en Hongrie.